# Labour of Love II
Labour of Love II é o nono álbum de estúdio da banda UB40, lançado a 27 de novembro de 1989.
O disco atingiu o nº 3 das paradas do Reino Unido, ficando 47 semanas nas paradas.

## Faixas
1. "Here I Am (Come and Take Me)" - 4:00
2. "Tears from My Eyes" - 3:50
3. "Groovin'" - 3:50
4. "The Way You Do the Things You Do" - 3:02
5. "Wear You to the Ball" - 3:31
6. "Singer Man" - 3:51
7. "Kingston Town" - 3:48
8. "Baby" - 3:22
9. "Wedding Day" - 3:12
10. "Sweet Cherrie" - 3:16
11. "Stick By Me" - 3:45
12. "Just Another Girl" - 3:33
13. "Homely Girl" - 3:24
14. "Impossible Love" - 5:10

## Paradas
| Ano  | Parada        | Posição |
| ---- | ------------- | ------- |
| 1990 | Billboard 200 | 30      |